# Karl Ove Knausgård
Karl Ove Knausgård (* 6. prosince 1968 Oslo) je norský spisovatel. Debutoval v roce 1998 románem Ute av verden, za který získal cenu Kritikerprisen a stal se tak vůbec prvním autorem, jehož debut byl takto oceněn. Několik ocenění získal také jeho další román En tid for alt, který byl publikován roku 2004. Knausgård zde částečně převypráví různé části Bible a rovněž popisuje historii andělů na Zemi. V roce 2009 vydal autobiografický román Min kamp: Foerste bok, který se v následujících letech rozrostl v celou sérii knih. Český literární časopis A2 zařadil první tři díly této hexalogie mezi nejlepší světové prózy po roce 2000.

## Dílo
- Ute av verden (1998)
- En tid for alt (2004)
- Min kamp (2009–2011)
Min kamp. Første bok (2009)
Min kamp. Andre bok (2009)
Min kamp. Tredje bok (2009)
Min kamp. Fjerde bok (2010)
Min kamp. Femte bok (2010)
Min kamp. Sjette bok (2011)
- Alt som er i himmelen (2012)
- Sjelens Amerika (2013)
- Nakken (2014)
- Hjemme/Borte (2014)
- Om høsten (2015)
- Om vinteren (2015)
- Om våren (2016)
- Om sommeren (2016)
- Så mye lengsel på en så liten flate (2017)

## Česká vydání
- Můj boj: Smrt v rodině - Odeon 2016, ISBN 978-80-207-1713-9
- Můj boj: Zamilovaný muž - Odeon 2017, ISBN 978-80-207-1752-8
- Můj boj: Ostrov chlapectví - Odeon 2017, ISBN 978-80-207-1789-4
- Můj boj: Tanec v temnotách - Odeon 2018, ISBN 978-80-207-1855-6
- Můj boj: Někdy prostě zaprší - Odeon 2019, ISBN 978-80-207-1925-6
- Můj boj: Konec - Odeon 2021, ISBN 978-80-207-2058-0